# چیفلند (فلوریدا)
چیفلند (به انگلیسی: Chiefland) شهری در شهرستان لوی ایالت فلوریدا است که در سال ۱۹۱۳ بنیان‌گذاری شده‌است. این شهر طبق سرشماری سال ۲۰۱۰ میلادی، ۲٬۲۴۵ نفر جمعیت داشته و مساحت آن نیز ۱۰٫۱ کیلومتر مربع است.